# Ultima II
Ultima II: The Revenge of the Enchantress, pubblicato il 24 agosto 1982, è il secondo gioco di ruolo per computer della serie di Ultima.  Fu anche l'ultimo Ultima ad essere pubblicato dalla Sierra On-Line prima che il creatore della serie, Richard Garriott, fondasse la Origin Systems.
Uscì per molti tipi di computer e fu tra l'altro uno dei primi giochi commerciali disponibili per Atari ST.
Il gioco ebbe una riedizione con grafica aggiornata e un layout migliorato per Apple II soltanto nel 1989, ma questa versione non venne venduta singolarmente, ma come parte della Ultima Trilogy, che racchiudeva i primi tre titoli, poco prima che la Origin smettesse di produrre software per questa piattaforma; è per questo che la riedizione è particolarmente rara.
Le controversie legali con la Sierra per il porting su PC IBM di questo gioco portò Richard Garriott a fondare una propria compagnia, la Origin Systems.

## Trama
Il trionfo dell'Eroe non durò a lungo, poiché uccidendo Mondain egli attirò la vendetta di Minax su quelle terre. Minax era l'amante di Mondain e una strega dai poteri maggiori di quelli di Mondain. Aveva il potere di comandare legioni di non morti, e nella sua sete di vendetta per la morte del suo amante, portò lo sgomento su Sosaria. Gli incubi diventarono realtà per terrorizzare quelle terre. Ancora una volta, Lord British chiamò l'Eroe perché li salvasse. Arrivando attraverso un moongate blu, l'Eroe trovò ad attenderlo il proprio incubo divenuto realtà. Minax, avendo capito da quale mondo provenisse l'Eroe, mandò le sue legioni attraverso il tempo utilizzando i Portali Mistici. Questi portali argentati permettevano a chi passava di arrivare in qualsiasi punto dello spazio-tempo egli volesse. Comprendendo il pericolo che Minax stava creando, l'Eroe combatté una mostruosa battaglia attraverso lo spazio e il tempo, alla ricerca del covo segreto di Minax. Una volta lì, l'Eroe fece assaggiare a Minax la sua Spada Mistica d'Argento Vivo, Enilno. Stranamente, alla morte di Minax i portali d'argento persero il collegamento con la nostra dimensione, e non furono mai più rivisti.

## Modalità di gioco
Il gioco è molto simile al precedente, Ultima. È un gioco di più ampio respiro, in cui ci sono molti mondi da esplorare, in cui persino alcuni sono (come molti pianeti del sistema solare, dungeon e torri) opzionali e non realmente utili a finire il gioco.
Il giocatore deve viaggiare attraverso molti tempi e mondi diversi, usando porte temporali. I periodi sono il Tempo delle Leggende (periodo mitologico), Pangea (circa 200 o 300 milioni di anni fa), A.C. (1420, "prima dell'alba della civiltà"), A.D. (1990), e Aftermath (dopo il 2111). Il giocatore deve anche fare dei viaggi spaziali, in cui può visitare tutti i pianeti del sistema solare.
La mappa del gioco è uguale alla Terra reale, e il giocatore deve visitare alcune locazioni come l'Unione Sovietica e il Regno Unito. Sono usati modernità e armamenti futuristici, cultura pop completamente incongruente e quant'altro.